# Precision Air

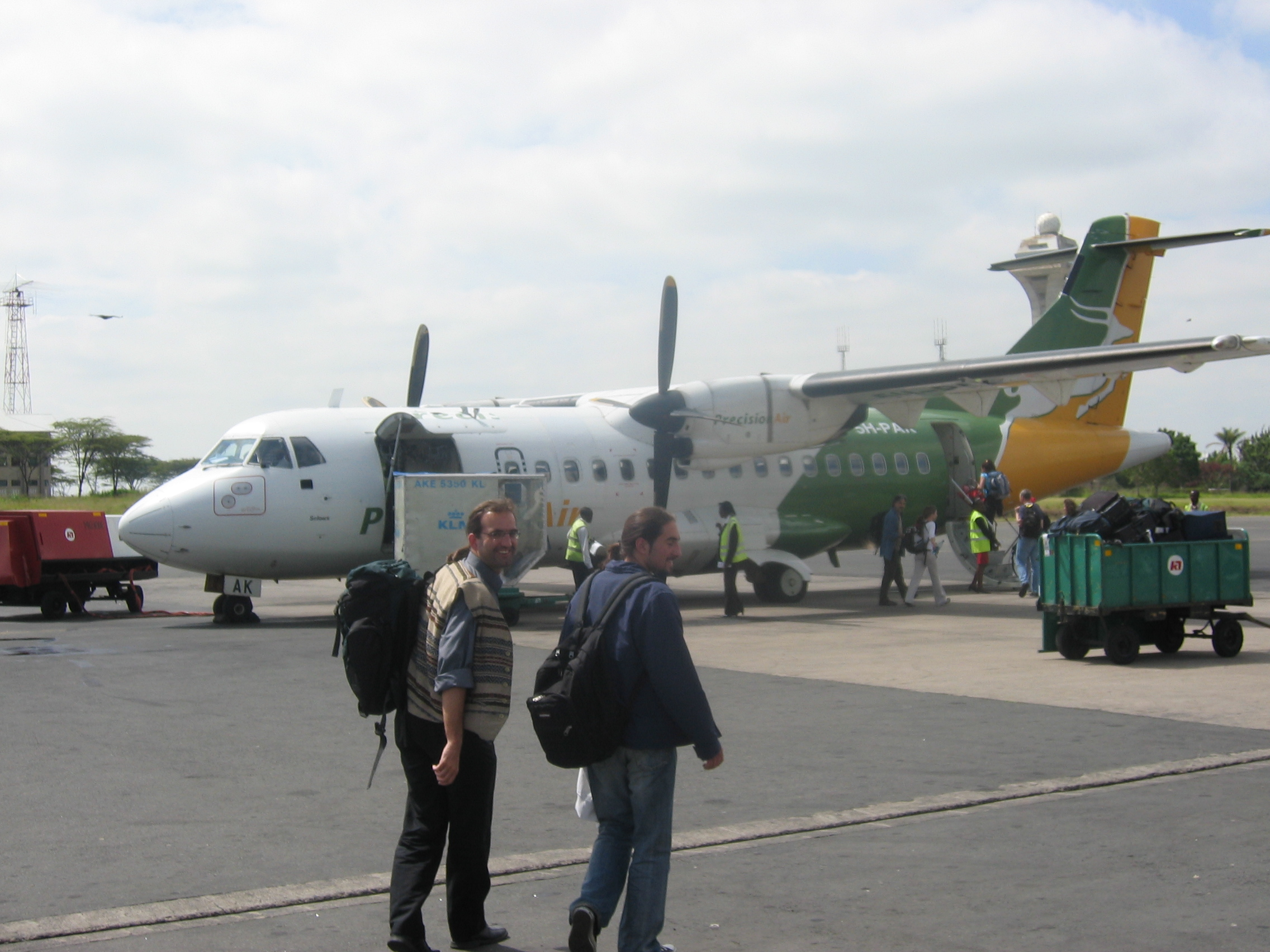

Precision Air – największa linia lotnicza Tanzanii, z siedzibą w Dar es Salaam.

## Historia
Tanzańskie linie lotnicze Precision Air zostały założone w 1991 roku, a w 1994 roku odbyły się pierwsze loty tymi liniami. Początkowo przewoźnik obsługiwał jedynie połączenia biznesowe oraz turystyczne, ale już w 1999 roku uruchomił stałą siatkę połączeń. Precision Air to jedyne tanzańskie linie lotnicze, które otrzymały certyfikat IATA, tzw. Operational Safety Audit (IOSA). W 2007 roku tanzańskie linie lotnicze, jako piąte na kontynencie afrykańskim, wprowadziły system biletów elektronicznych. Liczba pasażerów z roku na rok wzrasta, a 2009 roku przekroczyła już 0.5 miliona podróżnych.

## Sieć połączeń
Obecnie Precision Air oferuje loty krajowe do większości znaczących miast i miejsc w Tanzanii takich jak Mwanza, Tabora, Musoma, Shinyanga, Kigoma, Zanzibar, Mtwara, Arusza oraz Dar es Salaam, a także loty międzynarodowe do Nairobi i Mombasy w Kenii czy Entebbe w Ugandzie. Flota Precision Air została zmodernizowana w 2006 roku. Linie te zamówiły u francuskiego producenta maszyn ATR aż siedem nowych samolotów, które zostały dostarczone do września 2010. Linie mają w planach poszerzenie swojej floty o kolejnego Boeinga 737-300.

## Flota
Flota Precision Air
- 2 ATR 42-500
- 1 ATR 42-600

- 5 ATR 72-500